# Marston (Lincolnshire)
Pour les articles homonymes, voir Marston (homonymie).
Marston est une paroisse civile et un village du Lincolnshire, en Angleterre.